# بولشوی پیت
بولشوی پیت (انگلیسی: Bolshoy Pit) یک رودخانه در سرزمین کراسنویارسک کشور روسیه است.